# 小行星5394
小行星5394（英語：5394 Jurgens）是一颗围绕太阳公转的小行星。1986年3月6日，愛德華·鮑威爾在可可尼诺县发现了此天体。
这颗小行星的绝对星等为187.8645275045242等。